# 冲鷹號航空母艦

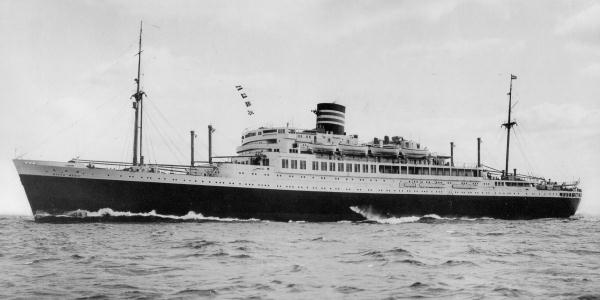
新田丸客輪（1940年）

冲鷹號航空母艦的前身是日本郵船公司的郵輪新田丸，原本想行走歐亞航線但第二次世界大戰歐戰爆發後只能行走北美航線，隨著美日關係因中日戰爭而變得日漸緊張，1941年8月9日，大日本帝國海軍徵用新田丸作為運輸船。
1942年5月27日，新田丸開始改造成航空母艦，工程於11月25日完工並改名為冲鷹號，它是大鷹級航空母艦的第三號艦。

## 基本資料
- 全長：180.24米
- 艦闊：22.5米
- 吃水：8米
- 水線長：201.43米
- 飛行甲板長：172米
- 基本排水量：17,830噸
- 滿載排水量：20,000噸
- 動力：4部總馬力25,200匹馬力蒸汽鍋爐
- 最快航速：21節
- 航程：8500海里（18節航速）
- 武裝：4門十年式120毫米口徑防空高射炮，30門九六式25毫米高射機炮，10枝九三式防空機槍
- 乘員：747人
- 艦載機：27架艦載機

## 同型艦
- 春日丸→大鷹號
- 八幡丸→雲鷹號

## 實戰
冲鷹號因為航速慢，跟不上主力航空母艦，祇能在後方作為訓練用航空母艦以及往來日本與南太平洋，作為飛機運輸艦，飛機直接從冲鷹號上起飛再到南太平洋島上的日軍機場降落。
1943年12月4日，在八丈島以東海域，冲鷹號被美國潛艇旗魚號發現，旗魚號前後三次用魚雷擊中冲鷹號，冲鷹號船上燃起大火而船底不停入水，冲鷹號帶著1,250人沉入大海，當中包括20名美軍戰俘。